# Associazione Calcio Pisa 1909 2016-2017
Questa voce raccoglie le informazioni riguardanti l'Associazione Calcio Pisa 1909 nelle competizioni ufficiali della stagione 2016-2017.

## Stagione
Nella stagione 2016-2017, il Pisa neopromosso disputa il campionato di Serie B dopo 7 anni di assenza, grazie alla vittoriosa cavalcata nei Playoff di Lega Pro. La stagione è iniziata il 16 luglio con il ritiro che si è svolto a Storo in Trentino dal 16 al 27 luglio. Il 31 luglio 2016 Gennaro Gattuso si dimette dalla carica di allenatore del Pisa per incomprensioni con la società dando a Gianluca Colonnello l'interim della panchina. Durante il mese di agosto si aggravano i problemi della società pisana. Fabio Petroni mette in vendita il Pisa per 6.5 milioni di euro, ben oltre il reale valore della società pisana, e la cordata più interessata è stata il fondo d'investimento Sportativa, il cui presidente è Victor Pablo Dana. Dopo una serie estenuante di botta-risposta tramite comunicati, i tifosi pisani hanno spinto verso la cessione delle quote a Pablo. Il 1º settembre viene annunciata la cessione delle quote a Sportativa, oltre al tanto atteso ritorno di Gennaro Gattuso in panchina. Il caos societario ha causato la rescissione del contratto ad alcuni giocatori fra cui Gennaro Scognamiglio, Alexander Merkel e Santiago Colombatto, oltre al rinvio della partita Ternana - Pisa. In Coppa Italia Tim Cup, i rosso crociati con Gianluca Colonnello momentaneamente in panchina sono partiti dal secondo turno, dove hanno affrontato il Brescia battendolo (2-0). Nel terzo turno la formazione pisana ha affrontato la Salernitana pareggiando (1-1) nei tempi regolamentari, dove curiosamente la Salernitana ha segnato a 15 secondi dal fischio d'inizio e il Pisa ha segnato a 15 secondi dalla fine, dunque passa la formazione del Pisa ai calci di rigore (4-3). Il Pisa è così qualificato al quarto turno dove affronta il Torino, che si impone (4-0) dopo i tempi supplementari, (0-0) al novantesimo, poi il crollo.
In campionato il Pisa raccoglie 39 punti sul campo, dei quali 21 nel girone di andata e 18 nel girone di ritorno, viene però penalizzato di 4 punti per inadempienze economiche, si piazza in ultima posizione, retrocedendo in Lega Pro. Segna solo 23 reti in 42 partite, il miglior realizzatore è Daniele Mannini con 4 reti.

## Divise e sponsor
Lo sponsor tecnico per la stagione 2016-17 è Kappa (che in detta annata inizia la propria collaborazione col club pisano, sostituendo Joma), che ha realizzato una collezione di tre maglie basate sul proprio modello Kombat, dal tessuto elasticizzato molto aderente. La maglia casalinga presenta frontalmente e posteriormente il classico motivo palato neroazzurro, con tre strisce del primo colore e quattro del secondo, che si presenta leggermente più chiaro rispetto alla stagione precedente. Spalle e maniche sono in tinta unita azzurra e recano stampigliato il logo dello sponsor tecnico in bianco. Lo stemma sociale è applicato sulla parte sinistra del petto, mentre centralmente è impresso lo stemma araldico pisano, scudo rosso con croce bianca, e sulla destra appaiono i nomi dello sponsor tecnico e dello sponsor di maglia Toscana Aeroporti. Numeri e nomi dei giocatori impressi sul dorso sono bianchi. Pantalocini e calzettoni sono neri con dettagli bianchi. La seconda maglia è bianca, con una fascia neroazzurra che attraversa trasversalmente il petto al di sotto dei simboli sociali e dei marchi commerciali. disposti esattamente come sulla prima divisa. I risvolti delle maniche sono rispettivamente uno nero e l'altro azzurro. Marchi commerciali e personalizzazioni sono di colore nero. Bianchi sono anche i pantaloncini e i calzettoni, con risvolto neroazzurro. La terza maglia è integralmente rossa, con una fascia bianca che attraversa trasversalmente il petto al di sotto dei simboli sociali; peculiare è la collocazione dello sponsor Toscana Aeroporti, stampigliato al centro del torso anziché sul petto. Le personalizzazioni e i marchi sono di colore bianco sia sulla maglia che su pantaloncini e calzettoni, che adottano anch'essi il rosso come tinta primaria. A differenza delle prime due maglie, il logo Kappa appare qui sui fianchi e non sulle spalle.
| Casa | Trasferta | Terza divisa | 108 anni | 108 anni portiere |

## Organigramma societario
Area direttiva
- Presidente: Giuseppe Corrado (Amministratore unico)
- Direttore sportivo: Bruno Sabatini
- Direttore marketing: Gianni Assirelli
- Club manager: Paolo Ravizza
- Amministrazione: Vincenzo Taverniti
- Amministrazione: Claudio Minghetti
- Amministrazione: Giuseppe Tambone
- Responsabile amministrativo: Beppe Vannucchi (dal 1º marzo 2017)
- Segretario generale: Piero Baffa
- Segretario sportivo: Bruno Sabatini
- Segretario amministrativo: Daniele Belli
- Responsabile ufficio stampa: Riccardo Silvestri
- Responsabile affari societari: Pierluigi Tomassetti
- Responsabile scouting: Federico Bargagna

Area sanitaria
- Responsabile sanitario: Dott. Marco Pallini
- Medico addetto 1ª squadra: Dott. Alessandro Cerrai
- Massaggiatore: Marco Deri
- Fisioterapisti: Dario del Cesta
- Magazzinieri: Claudio Gavina, Claudio del Guerra, Itania Ricci

Area tecnica
- Allenatore: Gennaro Gattuso
- Allenatore in 2ª: Luigi Riccio
- Preparatore atletico: Matteo Levi Micheli
- Preparatore portieri: David Biancalani
- Collaboratore tecnico: Massimo innocenti
- Match Analyst: William Mazzanti
- Team manager: Daniele Freggia

## Rosa
| N. |                    | Ruolo | Calciatore           |
| -- | ------------------ | ----- | -------------------- |
| 1  | Kosovo (bandiera)  | P     | Samir Ujkani         |
| 2  | Italia (bandiera)  | D     | Stefano Avogadri     |
| 3  | Italia (bandiera)  | D     | Alessandro Longhi    |
| 4  | Italia (bandiera)  | D     | Andrea Lisuzzo       |
| 5  | Italia (bandiera)  | D     | Dario Polverini      |
| 6  | Italia (bandiera)  | C     | Francesco Di Tacchio |
| 7  | Italia (bandiera)  | C     | Daniele Mannini      |
| 8  | Italia (bandiera)  | C     | Luca Verna           |
| 9  | Albania (bandiera) | A     | Edgar Çani           |
| 10 | Uruguay (bandiera) | C     | Ignacio Lores Varela |
| 11 | Italia (bandiera)  | A     | Antonio Montella     |
| 11 | Albania (bandiera) | A     | Rey Manaj            |
| 12 | Italia (bandiera)  | P     | Angelo Giacobbe      |
| 13 | Italia (bandiera)  | D     | Luca Crescenzi       |
| 15 | Italia (bandiera)  | D     | Dario Del Fabro      |
| 18 | Grecia (bandiera)  | C     | Giōrgos Makrīs       |

| N. |                    | Ruolo | Calciatore         |
| -- | ------------------ | ----- | ------------------ |
| 18 | Italia (bandiera)  | C     | Federico Angiulli  |
| 20 | Italia (bandiera)  | A     | Diego Peralta      |
| 21 | Italia (bandiera)  | C     | Andrea Tabanelli   |
| 22 | Italia (bandiera)  | P     | Daniele Cardelli   |
| 23 | Italia (bandiera)  | C     | Loris Zonta        |
| 23 | Italia (bandiera)  | A     | Umberto Eusepi     |
| 24 | Serbia (bandiera)  | D     | Petar Golubović    |
| 27 | Italia (bandiera)  | C     | Giulio Sanseverino |
| 27 | Serbia (bandiera)  | D     | Milan Milanović    |
| 28 | Italia (bandiera)  | A     | Massimiliano Gatto |
| 29 | Italia (bandiera)  | A     | Arturo Lupoli      |
| 30 | Italia (bandiera)  | D     | Simone Fautario    |
| 34 | Francia (bandiera) | D     | Loïck Landre       |
| 35 | Belgio (bandiera)  | C     | Gaby Mudingayi     |
| 36 | Italia (bandiera)  | C     | Roberto Zammarini  |
| 38 | Italia (bandiera)  | A     | Gaetano Masucci    |

## Calciomercato
Di seguito sono riportati i trasferimenti del calciomercato 2016-2017 del Pisa.

### Sessione estiva (dal 1/7/2016 al 31/8/2016)
| Acquisti | Acquisti             | Acquisti             | Acquisti      |
| R.       | Nome                 | da                   | Modalità      |
| -------- | -------------------- | -------------------- | ------------- |
| P        | Samir Ujkani         | Genoa                | prestito      |
| P        | Daniele Cardelli     | Latina               | definitivo    |
| D        | Gennaro Scognamiglio | Trapani              | definitivo    |
| D        | Alessandro Longhi    | Sassuolo             | gratuito      |
| D        | Dario del Fabro      | Cagliari             | prestito      |
| D        | Benga Samba          | Bogliasco D'Albertis | fine prestito |
| D        | Giacomo Benedini     | Carrarese            | fine prestito |
| C        | Santiago Colombatto  | Cagliari             | prestito      |
| C        | Andrea Tabanelli     | Cesena               | prestito      |
| C        | Alexander Merkel     | Udinese              | definitivo    |
| C        | Andrea Giannarelli   | Mantova              | fine prestito |
| C        | Matteo Maresca       | Monopoli             | fine prestito |
| C        | Andrea Caponi        | Tuttocuoio           | fine prestito |
| A        | Diego Frugoli        | Montecatini          | fine prestito |
| A        | Massimiliano Gatto   | Chievo               | prestito      |
| A        | Arturo Lupoli        | Catania              | fine prestito |
| A        | Diego Peralta        | Fiorentina           | definitivo    |

| Cessioni | Cessioni              | Cessioni   | Cessioni      |
| R.       | Nome                  | a          | Modalità      |
| -------- | --------------------- | ---------- | ------------- |
| P        | Matteo Brunelli       | Chievo     | fine prestito |
| D        | Benga Samba           | Ponsacco   | prestito      |
| D        | Dávid Forgács         | Atalanta   | fine prestito |
| D        | Gennaro Scognamiglio  | Novara     | svincolato    |
| D        | Paolo Rozzio          | Reggiana   | definitivo    |
| D        | Giacomo Benedini      | Carrarese  | svincolato    |
| D        | Stefano Dicuonzo      | Paganese   | svincolato    |
| C        | Matteo Maresca        | Ancona     | definitivo    |
| C        | Matteo Ricci          | Roma       | fine prestito |
| C        | Alessandro Provenzano | Tuttocuoio | gratuito      |
| C        | Alexander Merkel      | Bochum     | definitivo    |
| C        | Santiago Colombatto   | Cagliari   | fine prestito |

### Sessione invernale (dal 03/01 al 31/01)
| Acquisti | Acquisti            | Acquisti       | Acquisti               |
| R.       | Nome                | da             | Modalità               |
| -------- | ------------------- | -------------- | ---------------------- |
| D        | Loïck Landre        | Genoa          | prestito               |
| D        | Pierluigi Montanaro | Lucchese       | definitivo             |
| C        | Federico Angiulli   | Reggiana       | definitivo             |
| C        | Roberto Zammarini   | Mantova        | definitivo (0,2 mln €) |
| C        | Loris Zonta         | Inter          | prestito               |
| A        | Mattia Giani        | Empoli         | prestito               |
| A        | Christian Langella  | Empoli         | prestito               |
| A        | Rey Manaj           | Inter          | prestito               |
| A        | Gaetano Masucci     | Virtus Entella | definitivo             |

| Cessioni | Cessioni           | Cessioni    | Cessioni   |
| R.       | Nome               | a           | Modalità   |
| -------- | ------------------ | ----------- | ---------- |
| D        | Simone Fautario    | Modena      | definitivo |
| C        | Andrea Caponi      | Pontedera   | definitivo |
| C        | Giōrgos Makrīs     |             | svincolato |
| C        | Gaby Mudingayi     |             | svincolato |
| C        | Giulio Sanseverino | Messina     | prestito   |
| A        | Umberto Eusepi     | Avellino    | prestito   |
| A        | Diego Frugoli      | Varesina    | svincolato |
| A        | Arturo Lupoli      | Südtirol    | svincolato |
| A        | Antonio Montella   | AlbinoLeffe | definitivo |

## Risultati

### Serie B

#### Girone di andata
| Arbitro: | Rapuano (Rimini) |

|                    |           |  |
| Avenatti 6’ (rig.) | Marcatori |  |

| Arbitro: | Ghersini (Genova) |

|             |           |  |
| Lisuzzo 11’ | Marcatori |  |

| Chiavari 12 settembre 2016, ore 20:30 CEST 3ª giornata | Virtus Entella        | 0 – 0 referto | Pisa | Stadio comunale (4 171 spett.)\| Arbitro: \| Abbattista (Molfetta) \| |
| Arbitro:                                               | Abbattista (Molfetta) |               |      |                                                                       |

| Arbitro: | Ros (Pordenone) |

|            |           |  |
| Eusepi 68’ | Marcatori |  |

| Frosinone 20 settembre 2016, ore 20:30 CEST 5ª giornata | Frosinone        | 0 – 0 referto | Pisa | Stadio Matusa (5 423 spett.)\| Arbitro: \| Minelli (Varese) \| |
| Arbitro:                                                | Minelli (Varese) |               |      |                                                                |

| Arbitro: | Chiffi (Padova) |

|                            |           |              |
| Lores Varela 38’ Verna 74’ | Marcatori | 84’ Hallberg |

| Arbitro: | Illuzzi (Molfetta) |

|             |           |            |
| Lasagna 23’ | Marcatori | 83’ Eusepi |

| Arbitro: | Pasqua (Tivoli) |

|  |           |           |
|  | Marcatori | 85’ Arini |

| Arbitro: | Baroni (Firenze) |

|  |           |              |
|  | Marcatori | 65’ Raičević |

| Arbitro: | Sacchi (Macerata) |

|           |           |             |
| Paponi 8’ | Marcatori | 62’ Mannini |

| Pisa 25 ottobre 2016, ore 20:30 CEST 11ª giornata | Pisa                   | 0 – 0 referto | Verona | Stadio Arena Garibaldi-Romeo Anconetani (5 950 spett.)\| Arbitro: \| Manganiello (Pinerolo) \| |
| Arbitro:                                          | Manganiello (Pinerolo) |               |        |                                                                                                |

| Salerno 29 ottobre 2016, ore 15:00 CEST 12ª giornata | Salernitana         | 0 – 0 referto | Pisa | Stadio Arechi (9 907 spett.)\| Arbitro: \| Aureliano (Bologna) \| |
| Arbitro:                                             | Aureliano (Bologna) |               |      |                                                                   |

| Arbitro: | Saia (Palermo) |

|  |           |              |
|  | Marcatori | 18’ Nicastro |

| Arbitro: | Chiffi (Padova) |

|                      |           |  |
| Rodríguez 30’, 90+6’ | Marcatori |  |

| Arbitro: | Piccinini (Forlì) |

|              |           |  |
| D'Angelo 73’ | Marcatori |  |

| Arbitro: | Di Paolo (Avezzano) |

|            |           |  |
| Eusepi 78’ | Marcatori |  |

| Vercelli 3 dicembre 2016, ore 15:00 CET 17ª giornata | Pro Vercelli      | 0 – 0 referto | Pisa | Stadio Silvio Piola (2 477 spett.)\| Arbitro: \| Ghersini (Genova) \| |
| Arbitro:                                             | Ghersini (Genova) |               |      |                                                                       |

| Pisa 9 dicembre 2016, ore 20:30 CET 18ª giornata | Pisa            | 0 – 0 referto | Bari | Stadio Arena Garibaldi-Romeo Anconetani (8 000 spett.)\| Arbitro: \| Ros (Pordenone) \| |
| Arbitro:                                         | Ros (Pordenone) |               |      |                                                                                         |

| Arbitro: | Martinelli (Roma) |

|             |           |  |
| Salvi 45+2’ | Marcatori |  |

| Pisa 24 dicembre 2016, ore 12:30 CET 20ª giornata | Pisa                   | 0 – 0 referto | Spezia | Stadio Arena Garibaldi-Romeo Anconetani (7 701 spett.)\| Arbitro: \| Manganiello (Pinerolo) \| |
| Arbitro:                                          | Manganiello (Pinerolo) |               |        |                                                                                                |

| Arbitro: | Sacchi (Macerata) |

|           |           |  |
| Cissé 31’ | Marcatori |  |

#### Girone di ritorno
| Arbitro: | Piccinini (Forlì) |

|              |           |  |
| M. Gatto 44’ | Marcatori |  |

| Arbitro: | Mainardi (Bergamo) |

|              |           |               |
| Casarini 63’ | Marcatori | 90+4’ Masucci |

| Arbitro: | Ros (Pordenone) |

|          |           |                   |
| Çani 78’ | Marcatori | 73’ (rig.) Caputo |

| Arbitro: | Illuzzi (Molfetta) |

|                     |           |                    |
| And. Caracciolo 30’ | Marcatori | 21’ (rig.) Mannini |

| Pisa 19 febbraio 2017, ore 15:00 CET 26ª giornata | Pisa              | 0 – 0 referto | Frosinone | Stadio Arena Garibaldi-Romeo Anconetani (8 645 spett.)\| Arbitro: \| Ghersini (Genova) \| |
| Arbitro:                                          | Ghersini (Genova) |               |           |                                                                                           |

| Arbitro: | Minelli (Varese) |

|                      |           |                                           |
| Favilli 3’ Cacia 48’ | Marcatori | 26’, 42’ Masucci 37’ Mannini 64’ Angiulli |

| Pisa 28 febbraio 2017, ore 20:30 CET 28ª giornata | Pisa            | 0 – 0 referto | Carpi | Stadio Arena Garibaldi-Romeo Anconetani (7 938 spett.)\| Arbitro: \| La Penna (Roma) \| |
| Arbitro:                                          | La Penna (Roma) |               |       |                                                                                         |

| Arbitro: | Marini (Roma) |

|               |           |                    |
| Antenucci 21’ | Marcatori | 41’ (rig.) Mannini |

| Arbitro: | Abisso (Palermo) |

|                              |           |           |
| Ebagua 86’ Urso 90+4’ (rig.) | Marcatori | 64’ Manaj |

| Arbitro: | Marinelli (Tivoli) |

|           |           |            |
| Manaj 50’ | Marcatori | 80’ Corvia |

| Arbitro: | Rapuano (Rimini) |

|               |           |               |
| Siligardi 24’ | Marcatori | 83’ Tabanelli |

| Arbitro: | Chiffi (Padova) |

|  |           |            |
|  | Marcatori | 72’ Rosina |

| Arbitro: | Manganiello (Pinerolo) |

|                           |           |                            |
| Mustacchio 5’ Gnahoré 10’ | Marcatori | 15’ Di Tacchio 86’ Lisuzzo |

| Arbitro: | Pasqua (Tivoli) |

|  |           |           |
|  | Marcatori | 53’ Ciano |

| Arbitro: | Piccinini (Forlì) |

|  |           |              |
|  | Marcatori | 48’ Laverone |

| Arbitro: | Serra (Torino) |

|             |           |  |
| Citro 90+1’ | Marcatori |  |

| Arbitro: | Pezzuto (Lecce) |

|          |           |                 |
| Çani 74’ | Marcatori | 14’ (rig.) Comi |

| Bari 29 aprile 2017, ore 15:00 CEST 39ª giornata | Bari           | 0 – 0 referto | Pisa | Stadio San Nicola (13 519 spett.)\| Arbitro: \| Saia (Palermo) \| |
| Arbitro:                                         | Saia (Palermo) |               |      |                                                                   |

| Arbitro: | Nasca (Bari) |

|             |           |                                              |
| Masucci 60’ | Marcatori | 11’ Arrighini 76’, 84’ Vido 90+4’ F. Scaglia |

| La Spezia 13 maggio 2017, ore 15:00 CEST 41ª giornata | Spezia         | 0 – 0 referto | Pisa | Stadio Alberto Picco (7 520 spett.)\| Arbitro: \| Serra (Torino) \| |
| Arbitro:                                              | Serra (Torino) |               |      |                                                                     |

| Arbitro: | Minelli (Varese) |

|  |           |                                     |
|  | Marcatori | 51’ Pușcaș 63’ Falco 90+5’ Ceravolo |

### Secondo Turno
| Arbitro: | Serra (Torino) |

|  |           |                       |
|  | Marcatori | 18’ Mannini 65’ Verna |

### Terzo Turno
| Arbitro: | Valeri (Roma) |

|                                        |                      |                                            |
| Donnarumma 1’                          | Marcatori            | 90+3’ A. Montella                          |
| Vitale Caccavallo Zito Donnarumma Coda | Tiri di rigore 3 – 4 | Mannini Lupoli Peralta Di Tacchio Montella |

### Quarto Turno
| Arbitro: | Giacomelli (Trieste) |

|                                                   |           |  |
| Ljajić 92’ Maxi López 111’ Boyé 113’ Belotti 117’ | Marcatori |  |

## Statistiche
Statistiche aggiornate al.

### Statistiche di squadra
| Competizione | Punti        | In casa | In casa | In casa | In casa | In casa | In casa | In trasferta | In trasferta | In trasferta | In trasferta | In trasferta | In trasferta | Totale | Totale | Totale | Totale | Totale | Totale | DR   |      |
| Competizione | Punti        | G       | V       | N       | P       | Gf      | Gs      | G            | V            | N            | P            | Gf           | Gs           | G      | V      | N      | P      | Gf     | Gs     | DR   |      |
| ------------ | ------------ | ------- | ------- | ------- | ------- | ------- | ------- | ------------ | ------------ | ------------ | ------------ | ------------ | ------------ | ------ | ------ | ------ | ------ | ------ | ------ | ---- | ---- |
| Serie B      | 35(-4        | 21      | 5       | 8       | 8       | 10      | 17      | 21           | 1            | 13           | 7            | 13           | 19           | 42     | 6      | 21     | 15     | 23     | 36     | 0    | - 13 |
| Coppa Italia | quarto turno | 0       | 0       | 0       | 0       | 0       | 0       | 3            | 1            | 1            | 1            | 3            | 5            | 3      | 1      | 1      | 1      | 3      | 5      | - 2  |      |
| Totale       | 35           | 21      | 5       | 8       | 8       | 10      | 17      | 24           | 2            | 14           | 8            | 16           | 24           | 45     | 7      | 22     | 16     | 26     | 41     | - 15 |      |

### Andamento in campionato
| Giornata  | 1  | 2 | 3  | 4 | 5 | 6 | 7 | 8 | 9  | 10 | 11 | 12 | 13 | 14 | 15 | 16 | 17 | 18 | 19 | 20 | 21 | 22 | 23 | 24 | 25 | 26 | 27 | 28 | 29 | 30 | 31 | 32 | 33 | 34 | 35 | 36 | 37 | 38 | 39 | 40 | 41 | 42 |
| --------- | -- | - | -- | - | - | - | - | - | -- | -- | -- | -- | -- | -- | -- | -- | -- | -- | -- | -- | -- | -- | -- | -- | -- | -- | -- | -- | -- | -- | -- | -- | -- | -- | -- | -- | -- | -- | -- | -- | -- | -- |
| Luogo     | T  | C | T  | C | T | C | T | C | C  | T  | C  | T  | C  | T  | T  | C  | T  | C  | T  | C  | T  | C  | T  | C  | T  | C  | T  | C  | T  | C  | C  | T  | C  | T  | C  | C  | T  | C  | T  | C  | T  | C  |
| Risultato | P  | V | N  | V | N | V | N | P | P  | N  | N  | N  | P  | P  | P  | V  | N  | N  | P  | N  | P  | V  | N  | N  | N  | N  | V  | N  | N  | P  | N  | N  | P  | N  | P  | P  | P  | P  | N  | P  | N  | P  |
| Posizione | 10 | 6 | 10 | 6 | 6 | 3 | 5 | 8 | 11 | 10 | 11 | 11 | 12 | 15 | 15 | 15 | 14 | 16 | 18 | 18 | 20 | 17 | 17 | 18 | 17 | 16 | 15 | 14 | 15 | 17 | 20 | 21 | 21 | 20 | 21 | 21 | 21 | 22 | 21 | 21 | 21 | 22 |

Fonte:  CLASSIFICA SERIE B 16/17, su transfermarkt.it.
Legenda:

Luogo: C = Casa; T = Trasferta. Risultato: V = Vittoria; N = Pareggio; P = Sconfitta.

## Giovanili

### Piazzamenti
- Primavera:
  - Campionato: 13º nel girone C
  - Coppa Italia: Turno preliminare
- Allievi nazionali:
  - Campionato Allievi Nazionali Serie A e B 2016-2017: 14º posto nel girone A